# 14700 Johnreid
14700 Johnreid este un asteroid din centura principală de asteroizi.

## Descriere
14700 Johnreid este un asteroid din centura principală de asteroizi. A fost descoperit pe 6 ianuarie 2000 la Stația Anderson Mesa în cadrul programului LONEOS. Asteroidul prezintă o orbită caracterizată de o semiaxă mare de 2,74 ua, o excentricitate de 0,12 și o înclinație de 10,1° în raport cu ecliptica.